# Villavieja del Lozoya
Villavieja del Lozoya est une commune de la communauté de Madrid, en Espagne.